# Танглвуд (Чилликоте)
Танглвуд (англ. Tanglewood) — это исторический дом в западной части города Чилликоти, штат Огайо, США.

## История
Построенный в 1850 году дом сочетает в себе стили греческого возрождения и итальянского стиля. Также здание является одним из наиболее хорошо сохранившихся примеров редкого использования «фонарей» в жилом дизайне.
Католический священник Джон МакКлин организовал строительство дома, однако он продал его Ричарду Дугласу, местному юристу, ещё до завершения строительства. Дуглас владел этой собственностью немного дольше, чем МакКлин, скончавшись вскоре после завершения строительства здания. Самым известным жителем дома был Уильям Эдвин Саффорд, который провёл в нём своё детство. Достигнув совершеннолетия, он приобрёл хорошую репутацию ведущего натуралиста на островах южной части Тихого океана, и позднее он был назначен первым вице-губернатором Гуама после того, как Соединённые Штаты завоевали остров в 1898 году.
Построенный из кирпича на каменном фундаменте, он покрыт черепичной крышей и имеет различные архитектурные элементы из кирпича и железа. Танглвуд — это сложный двухэтажный дом с множеством элементов в стиле греческого возрождения. Среди его деталей — многочисленные колонны с капителями ионического ордена, витиеватый фриз над окнами и некоторые элементы итальянского стиля, который только начал становиться популярным в середине XIX века.
В 1979 году Танглвуд был включен в Национальный реестр исторических мест благодаря своей хорошо сохранившейся исторической архитектуре. Это один из двух охраняемых домов штата Огайо, включенных в Реестр, наряду с одним в деревне Сент-Парис, который известен в народе как «Дом наблюдения».